# Witold Zdaniewicz
Witold Zdaniewicz (ur. 11 grudnia 1928 w Ołtarzewie, zm. 14 października 2017 w Warszawie) – polski duchowny katolicki, pallotyn, profesor nauk humanistycznych, specjalista w zakresie socjologii religii, wykładowca w Wyższym Seminarium Duchownym w Ołtarzewie oraz na UKSW w Warszawie, od 1993 do 2014 dyrektor Instytutu Statystyki Kościoła Katolickiego.

## Życiorys
Święcenia kapłańskie przyjął 29 czerwca 1952 w Ołtarzewie z rąk bp. Wacława Majewskiego. Był absolwentem pallotyńskiego Wyższego Seminarium Duchownego w Ołtarzewie (w 1952) i KUL (w 1956). doktorat obronił w 1958, habilitował się w 1975, a profesorem zwyczajnym został w 1989.
Wykładał w Ołtarzewie, na UKSW i w Wyższej Szkole Nauk Społecznych im. ks. Józefa Majki.
Był promotorem 12 prac doktorskich.
Został odznaczony przez GUS odznaką honorową „Za zasługi dla statystyki” i przez Ministerstwo Edukacji Narodowej Medalem Komisji Edukacji Narodowej.
Za swoich nauczycieli socjologii i statystyki uznawał prof. Czesława Strzeszewskiego i ks. prof. Józefa Majkę.
Pochowany na cmentarzu w Ołtarzewie.

## Zainteresowania naukowe

### Socjologiczne
- parafie
- Akcja Katolicka
- wartości religijno-moralne Polaków
- wartości religijno-moralne młodzieży
- religijność w diecezjach

### Statystyczne
- spis duchowieństwa katolickiego
- niedzielne praktyki religijne (dominicantes i communicantes)

## Współpraca naukowa
Współpraca z instytucjami:
- Instytut Europy Środkowo-Wschodniej w Lublinie (od 1985)
- Schweizerisches Pastoralsoziologisches Institut w Sankt Gallen (od 1985)
- GUS (od 1990)
- Ministerstwo Kultury i Dziedzictwa Narodowego (od 1991)
- Institut für Pastoraltheologie und Kerygmatik w Wiedniu (krajowy koordynator projektu AUFBRUCH, od 1998)

Członkostwo w korporacjach naukowych:
- Polskie Towarzystwo Socjologiczne (od 1975)
- Towarzystwo Naukowe Katolickiego Uniwersytetu Lubelskiego Jana Pawła II (od 1956)
- Conférence Internationale de Sociologie Religieuse (CISR, od 1960)
- Komisja Episkopatu "Iustitia et Pax" (1975-1981)
- Rada Naukowa GUS (od 1990)
- Redakcja Międzynarodowego Przeglądu Teologicznego "Concilium" (1965-1971)

## Publikacje
Ponad 40 prac oryginalnych, 17 książek, m.in.:
- System społeczny zakonu a funkcja apostolska[2] (1971, wydana w 2020 r. red. M. Jewdokimow, W. Sadłoń)
- Le problème des vocations religieuses en Pologne, "Sociologie Compass" (1968), nr 3/4
- Akcja Katolicka, w: Historia katolicyzmu społecznego w Polsce 1932-1939 (1981)
- Stan dominicantes a liczba duchowieństwa w diecezjach polskich, w: Religijność ludowa – ciągłość i zmiana (1983)
- Wzrost czy kryzys powołań?, w: Z badań nad religijnością polską. Studia i materiały (1986)
- Kościół Katolicki w Polsce 1918-1990 (współred.), w: "Rocznik statystyczny" (1991)
- Kościół Katolicki w Polsce 1945-1972. Duchowieństwo i wierni, miejsca kultu, życie religijne (1978)
- Kościół Katolicki w Polsce 1945-1978. Duchowieństwo i wierni, miejsca kultu, zgromadzenia zakonne (1979) – również wydania ang. i franc.
- Religijność Polaków (współred.) (1991)
- Nowe diecezje Kościoła Katolickiego w Polsce (współred.) (1994)
- Kto wygrał? Kto przegrał? Postawy społeczno-religijne diecezjan włocławskich (1997)
- Postawy społeczno-religijne mieszkańców archidiecezji katowickiej (1999)
- Kościół i religijność Polaków 1945-1999 (2000)
- Religijność Polaków 1991-1998 (2001)
- Postawy społeczno-religijne mieszkańców archidiecezji łódzkiej (2002)